# 殷樺花園
殷樺花園（英語：Blessings Garden）是新世界發展發展的一個住宅項目，一期位於香港香港島西半山羅便臣道95號，二期位於干德道56號。

## 簡介
殷樺花園位處香港西半山，鄰近雍景台。有很多名人入住，如藝員薛家燕。該住宅有基本設施及充足的休閒空間，室外游泳池、多用途運動場和平台花園等。大部份單位面積約1105平方呎，有3間睡房，2間浴室。由富城物業管理有限公司管理，G4S負責24小時保安。

## 銷售及租務情況
殷樺花園交投暢旺，單月累錄4宗買賣個案。如三房單位建築面積1,106方呎，由用家出價1,237.5萬元承接，每呎售價折合11,189元。賣方折算15年間樓價累漲80%。

## 交通
巴士
專線小巴